# Harry Gordon Selfridge
Harry Gordon Selfridge, Sr. (Ripon, 11 de janeiro de 1858 - Londres, 8 de maio de 1947) foi um milionário do varejo britânico nascido nos Estados Unidos, que fundou a loja de departamentos Selfridges, sediada em Oxford Street, Londres. Seus 30 anos de liderança da Selfridges fizeram do empresário um dos milionários de varejo mais respeitados e ricos no Reino Unido.
Nascido em Ripon, Wisconsin, Selfridge entregava jornais e deixou a escola aos 14 anos, quando ele encontrou trabalho em um banco em Jackson, Michigan. Depois de mais uma série de postos de trabalho, Selfridge encontrou um emprego na loja de departamentos Marshall Field's em Chicago, onde permaneceu durante os 25 anos seguintes. Em 1890 ele se casou com Rose Buckingham da família proeminente de Chicago, Buckingham.
Em 1906, na sequência de uma viagem a Londres, Selfridge investiu £ 400.000 em sua própria loja de departamento no que era então a extremidade ocidental simplória da Oxford Street. A nova loja foi aberta ao público em 15 de março de 1909 e Selfridge permaneceu como presidente até que se aposentou em 1941. Mais tarde na vida, Selfridge perdeu a maior parte de sua fortuna.
Ele faleceu em 8 de maio de 1947, em Putney, Londres, aos 89 anos e foi enterrado no cemitério da Igreja de São Marcos em Highcliffe, Dorset ao lado de sua esposa e mãe.

## Infância, família e educação
Selfridge nasceu em Ripon, no Estado do Wisconsin, em 11 de janeiro de 1858, sendo um de três filhos rapazes. Poucos meses depois de seu nascimento, a família se mudou para Jackson, Michigan, onde seu pai havia adquirido uma loja geral da cidade. Com a eclosão da Guerra de Secessão, seu pai Robert Oliver Selfridge se juntou ao Exército da União. Chegando ao posto de major, apesar de ter sido dispensado, ele optou por não voltar para casa depois do fim da guerra.
Isso deixou sua esposa Lois para criar os três meninos sozinha. Os dois irmãos de Selfridge morreram muito jovens, logo após o fim da guerra, por isso Harry tornou-se o único filho de sua mãe. Ela encontrou trabalho como professora e enfrentou dificuldades financeiras para manter-se juntamente com seu filho. Ela complementava seu baixo rendimento pintando cartões, e, eventualmente, tornou-se diretora da escola Jackson High School. Selfridge e sua mãe gostavam da companhia um do outro e eles eram bons amigos; eles viveram juntos por toda a vida.

## Carreira
Com a idade de 10 anos, Selfridge começou a contribuir para a renda familiar entregando jornais. Aos 12 anos, ele começou a trabalhar na loja de secos de Leonard Field. Isso lhe permitiu financiar a criação da revista mensal dos meninos com o colega de escola Peter Loomis, ganhando dinheiro com a publicidade realizada dentro.

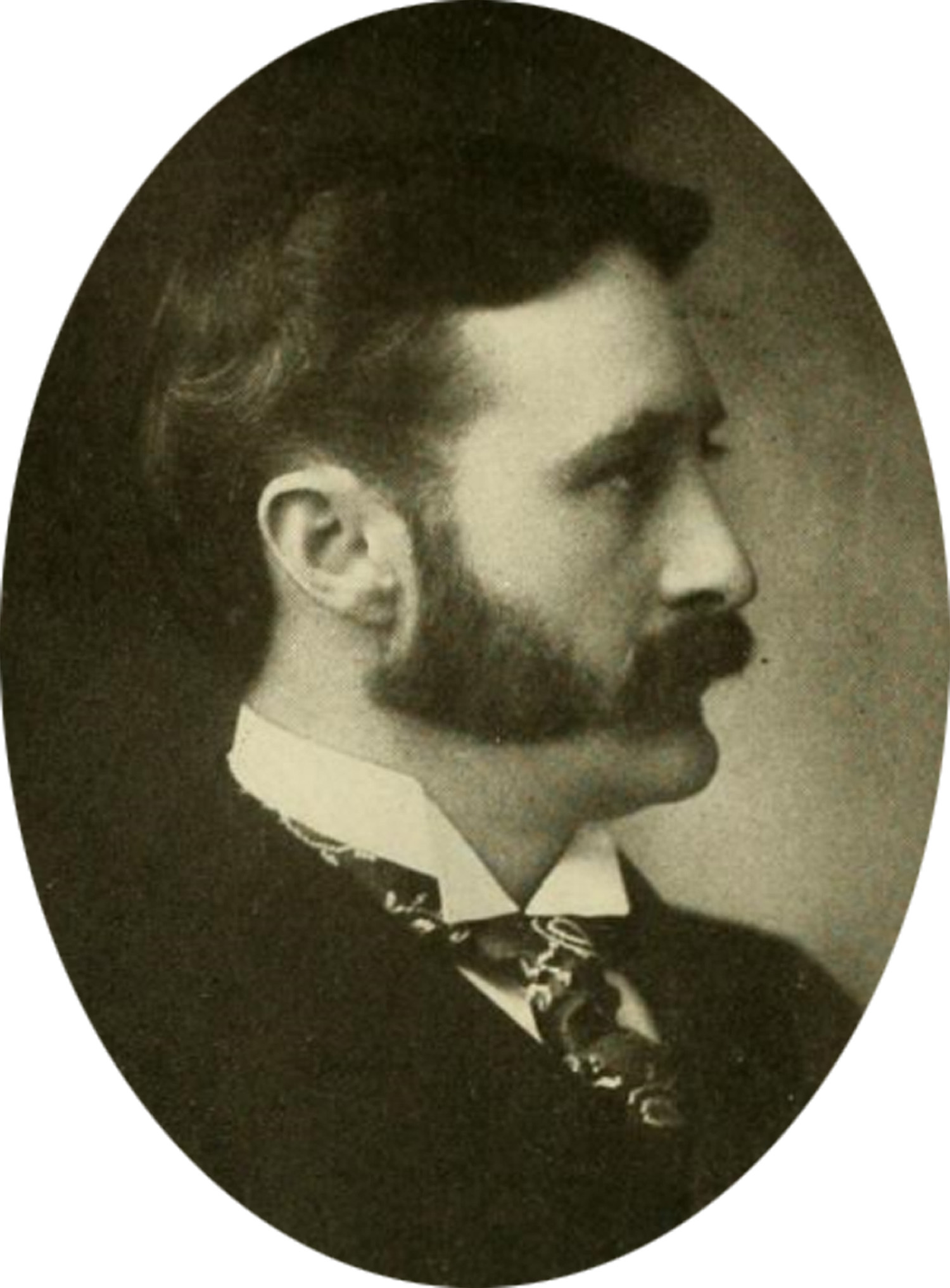
Selfridge por volta de 1880

Selfridge deixou a escola aos 14 anos e encontrou trabalho em um banco em Jackson. Depois de falhar seus exames de admissão para a Academia Naval dos Estados Unidos em Annapolis, Maryland, Selfridge tornou-se guarda-livros na fábrica de móveis da firma Gilbert, Ransom & Knapp. No entanto, a empresa fechou quatro meses depois, e Selfridge mudou-se para Grand Rapids para trabalhar no setor de seguros.
Em 1876 o seu ex-empregador Leonard Field concordou em escrever Selfridge uma carta de apresentação para Marshall Field, em Chicago, que era um sócio sênior em Field, Leiter & Company, uma das lojas mais bem sucedidas da cidade (que se tornou Marshall Field and Company, mais tarde comprada pela Macy's. Selfridge começou por trabalhar no departamento de atacado como repositor de estoque e, ao longo dos 25 anos seguintes, conseguiu ascender em sua carreira comercial. Ele acabou sendo nomeado um parceiro júnior, casou-se com Rosalie Buckingham (da proeminente família Buckingham de Chicago) e acumulou uma fortuna pessoal considerável.
Depois do casamento o casal viveu por algum tempo com a mãe de Rose na Rush Street, em Chicago. Mais tarde, mudou-se para sua própria casa em Lake Shore Drive. Os Selfridges também construíram uma mansão imponente chamado Harrose Hall, em estilo Tudor no Lago de Genebra, com grandes estufas e extensos jardins de rosas. Durante a próxima década, o casal teve cinco filhos - Chandler nascido em 1891, morreu pouco tempo depois de nascido, Rosalie  em 1893, Violette em 1897, Gordon em 1900 e Beatrice em 1901. A mãe de Harry, Lois, viveu com a família durante toda a vida do casal.
Na Marshall Field, Selfridge foi o primeiro a promover as vendas de Natal com a frase "Faltam _____ dias de compras até o Natal", um slogan que foi rapidamente apanhado por varejistas em outros mercados. A ele ou a Marshall Field  é creditada a popularização da frase "O cliente tem sempre razão."
Em 1904, Harry abriu sua própria loja de departamento chamado Harry G. Selfridge e Co. em Chicago. No entanto, depois de apenas dois meses, ele vendeu a loja com lucro para Carson, Pirie e Co. Ele então decidiu se aposentar e nos próximos dois anos desfrutou de suas propriedades, principalmente Harrose Hall. Ele também comprou um iate a vapor, o qual ele raramente utilizou e jogou golfe.

### Selfridges

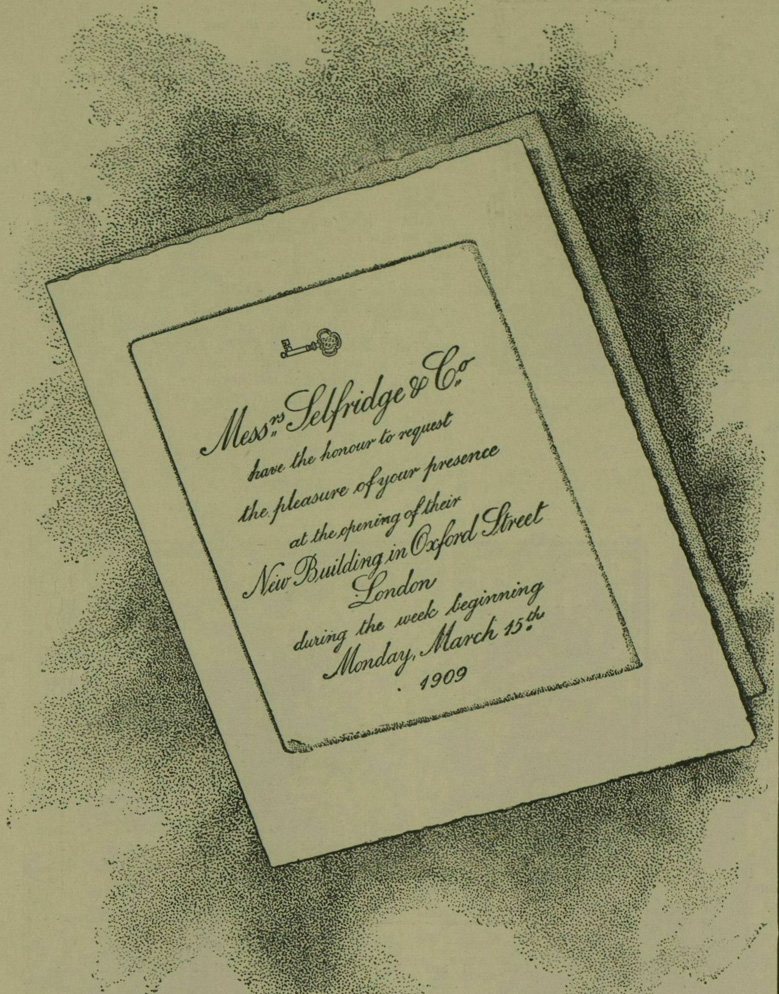
Propaganda para a abertura da loja de Londres, em 1909.

Em 1906, quando Selfridge viajou para Londres de férias com sua esposa, ele notou que enquanto a cidade era um líder em todos os aspectos da cultura e comércio, as lojas não podiam rivalizar com a Marshall Field de Chicago ou nas grandes galerias de lojas de departamento de Paris. Reconhecendo uma lacuna no mercado, Selfridge, que havia se entediado com sua aposentadoria, decidiu investir £ 400.000 em uma nova loja de departamentos de sua autoria, localizando no que era então a extremidade ocidental de população simplória da Oxford Street, mas que estava em frente de uma entrada para a estação de metrô Bond Street. A nova loja foi aberta ao público em 15 de março de 1909, estabelecendo novos padrões para o setor de varejo.

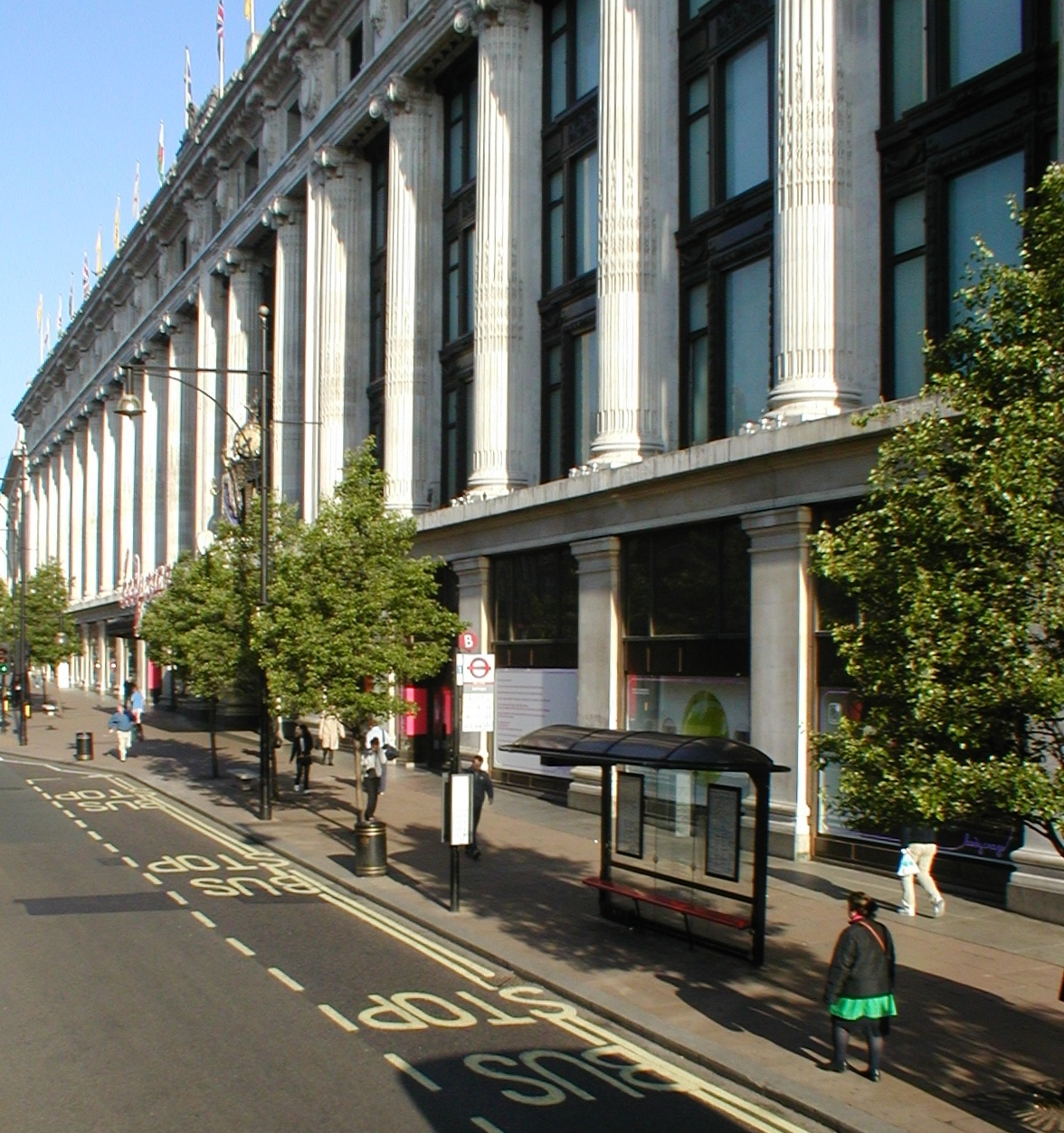
Loja de Oxford Street Original em Londres

Selfridge promoveu a noção radical de fazer compras por prazer e não por necessidade. A loja foi amplamente promovida através de publicidade paga. Os pisos de lojas foram estruturados de modo que os bens poderiam ser mais acessíveis aos clientes. Havia elegantes restaurantes com preços modestos, uma biblioteca, leitura e escrita, quartos, salas de acolhimento especiais para clientes franceses, alemães, americanos e "coloniais", uma sala de primeiros socorros, e uma sala relaxante, com luzes suaves, cadeiras confortáveis, e unidade de vidro isolante, todos destinados a manter os clientes na loja o maior tempo possível. Os membros da equipe foram treinados para estar à disposição para ajudar os clientes, mas não de forma agressiva, e para vender a mercadoria. Oliver Lyttleton observou que, quando foi visitar o escritório de Selfridge, ele não tinha nada em sua mesa, exceto a carta do visitante, alisada e passada.
Selfridge também conseguiu obter do General Post Office o privilégio de ter o número "1" como o seu próprio número de telefone, então ninguém tinha que justamente pedir ao operador para Gerrard 1 para ser conectado a operadores de Selfridge. Em 1909, Selfridge propôs um ligação de metrô para a estação Bond Street; No entanto, a oposição contemporânea anulou a ideia.
Selfridges também prosperou durante a Primeira Guerra Mundial e até meados dos anos 1930. A Grande Depressão já estava tomando seu varejo em negócios de varejo da Selfridge e sua despesa pródiga tinha corrido uma dívida £ 150.000 para sua loja. Ele se tornou um cidadão britânico em 1937. Em 1940, ele devia £ 250.000 em impostos e estava em dívida com o banco. O conselho da Selfridges o forçou a sair em 1941. Em 1951 a loja Selfridges de Oxford Street foi adquirida pela cadeia com sede em Liverpool de Lewis de lojas de departamento, que por sua vez foi retomado em 1965 pelo Grupo Sears propriedade de Charles Clore. Ampliado no grupo Sears para incluir filiais em Manchester e Birmingham, em 2003, a cadeia foi adquirida pela empresa canadense Galen Weston por £ 598.000.000.

## Vida pessoal

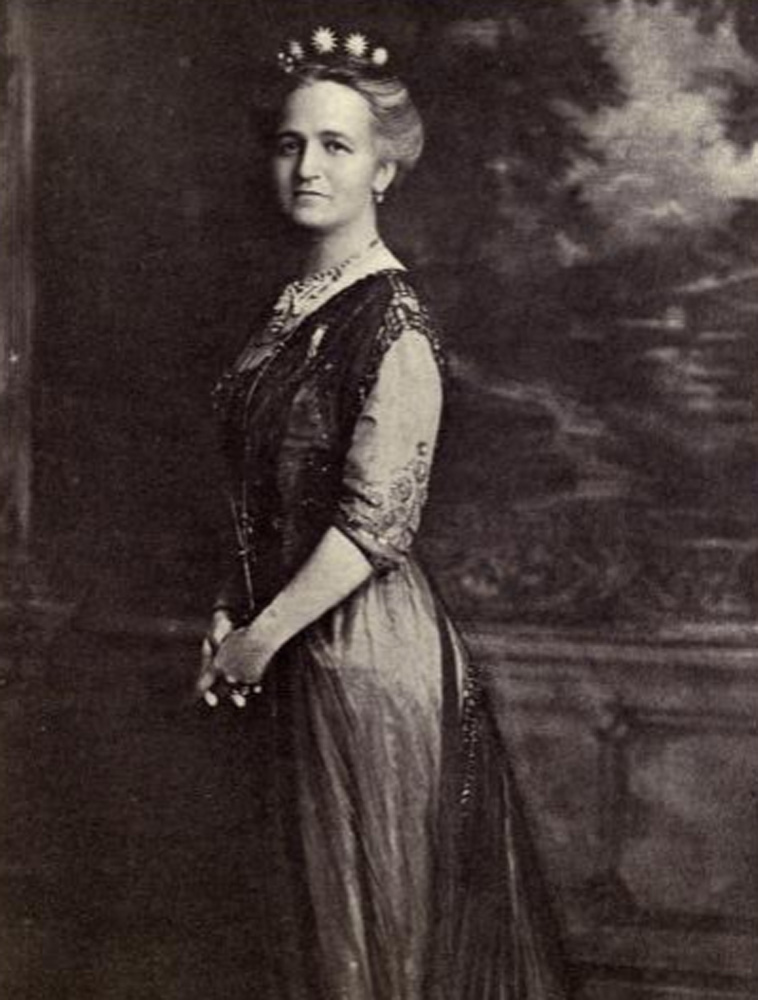
Rosalie Selfridge, cerca de 1900

Em 1890, casou-se com Rosalie Selfridge Rose Buckingham da família Buckingham proeminente de Chicago. Seu pai era Benjamin Hale Buckingham, que era um membro de uma empresa familiar muito bem sucedida estabelecida por seu avô, Alvah Buckingham. Aos 30 anos, Rose era uma promotora imobiliária bem-sucedida que tinha herdado dinheiro e experiência de sua família. Rose tinha comprado terras em Harper Avenue, Hyde Park, Chicago e construiu 42 casas de campo e casas de artistas dentro de um ambiente paisagístico. O casal teve cinco filhos, três meninas e dois meninos.
No auge de seu sucesso, Selfridge arrendou o Castelo Highcliffe em Hampshire (agora Dorset), que antes pertencia ao Major-general James Edward Montagu-Stuart-Wortley. Além disso, ele comprou Hengistbury Head, um promontório a quilômetros de extensão na costa sul da Inglaterra, onde ele planejava construir um magnífico castelo; esses planos nunca saíram da prancheta, no entanto, e em 1930, o Head foi colocado à venda. Apesar de apenas um inquilino em Highcliffe, ele começou a casas de banho modernas de montagem, a instalação de vapor de aquecimento central e construção e equipamentos de uma cozinha moderna. Durante a Primeira Guerra Mundial, Rose abriu um retiro de tendas chamado de Acampamento Mrs. Gordon Selfridge convalescente para soldados americanos sobre os jardins do castelo. Selfridge fez o contrato de arrendamento em 1922.
A esposa de Selfridge Rose morreu durante a pandemia de gripe de 1918; sua mãe morreu em 1924. Como um viúvo, Selfridge teve inúmeras ligações, incluindo aqueles com as célebres Irmãs Dolly e a divorciada Syrie Barnardo Wellcome, que viria a tornar-se mais conhecida como a decoradora Syrie Maugham. Ele também começou e manteve uma vida social intensa e se entreteve prodigamente em sua casa em Lansdowne House localizada em 9 Fitzmaurice Place, em Berkeley Square. Hoje, a casa exibe uma placa azul indicando que Gordon Selfridge ali viveu lá entre 1921 e 1929.

## Últimos anos e morte
Durante os anos da Grande Depressão, a fortuna de Selfridge diminuiu rapidamente e, em seguida, desapareceu - uma situação causada por seus contínuos gastos irresponsáveis. Ele apostava frequentemente no jogo. Também costumava gastar muito dinheiro com prostitutas. Em 1941, ele foi forçado a sair da Selfridges. Com uma pensão reduzida, ele se mudou, aos 83 anos, com sua filha mais velha, Rosalie, para um apartamento de três quartos alugado.
Em 8 de maio de 1947, Harry Gordon Selfridge faleceu de pneumonia brônquica em sua casa em Putney, sudoeste de Londres aos 89 anos. Seu funeral se realizou em 12 de maio, na Igreja de São Marcos, em Highcliffe. Depois ele foi enterrado no cemitério da Igreja de São Marcos ao lado de sua esposa e sua mãe.
Os filhos de Selfridges foram: Chandler, que morreu logo após o nascimento; Rosalie, a filha que se casou com Serge de Bolotoff, depois com Wiasemsky; Violette (que escreveu o livro "Ciganos do voo: a crônica de uma vagabundagem a 10 mil milhas"); Gordon Jr, e Beatrice.
O neto de Selfridge, Oliver, que morreu em 2008, tornou-se um pioneiro na inteligência artificial.

## Escritos
Selfridge escreveu um livro, The Romance of Commerce, publicado por John Lane-O Chefe Bodley. A publicação do livro foi em 1918, mas ele já havia sido escrito há muitos anos antes. O livro contém capítulos sobre comércio antigo, China, Grécia, Veneza, Lorenzo de Medici, os Fugger, a Liga Hanseática, feiras, guildas, comércio britânico no início, o comércio e os Tudors, a Companhia das Índias Orientais, os comerciantes do norte da Inglaterra, o crescimento do comércio, do comércio e da aristocracia, Bay Company de Hudson, no Japão, e as empresas representativas do século XX.
Entre as citações mais populares atribuídos a Selfridge:
- "As pessoas vão se sentar e tomar conhecimento de vocês, se você vai sentar-se e tomar conhecimento de que os faz sentar-se e tomar conhecimento."
- "O chefe dirige seus homens, o líder treina-os."
- "O patrão depende de autoridade, o líder na boa vontade."

- "O chefe inspira medo, o líder inspira entusiasmo."
- "O chefe diz "eu", o líder, "nós"."
- "O chefe corrige a culpa para a repartição; o líder corrige o colapso."
- "O chefe sabe como isso é feito, o líder mostra como."
- "O chefe diz "Vai", o líder diz: "Vamos lá!"
- "O cliente tem sempre razão."

## Televisão
Em 2013 foi produzida a série britânica de televisão, Mr Selfridge, sobre Harry Gordon Selfridge e sua loja. O papel de Harry Gordon Selfridge é interpretado por Jeremy Piven. A 3ª temporada da série foi exibida em 2015 e a 4ª temporada no ano a seguir, tendo a série terminado a 11 de Março de 2016. 
Segredos da Selfridges, produção independente do Reino Unido de autoria da empresa Pioneer Productions em seus "Segredos da Grã-Bretanha", foi um documentário sobre a loja de Londres e Harry Selfridge.